# Haus Högg
Haus Högg, Marienstraße 12a, liegt im ursprünglichen Stadtteil Radebeul der gleichnamigen sächsischen Stadt. Die unter Denkmalschutz stehende Villa heißt nach ihrem Erbauer und ersten Bewohner, dem Architekten Emil Högg.

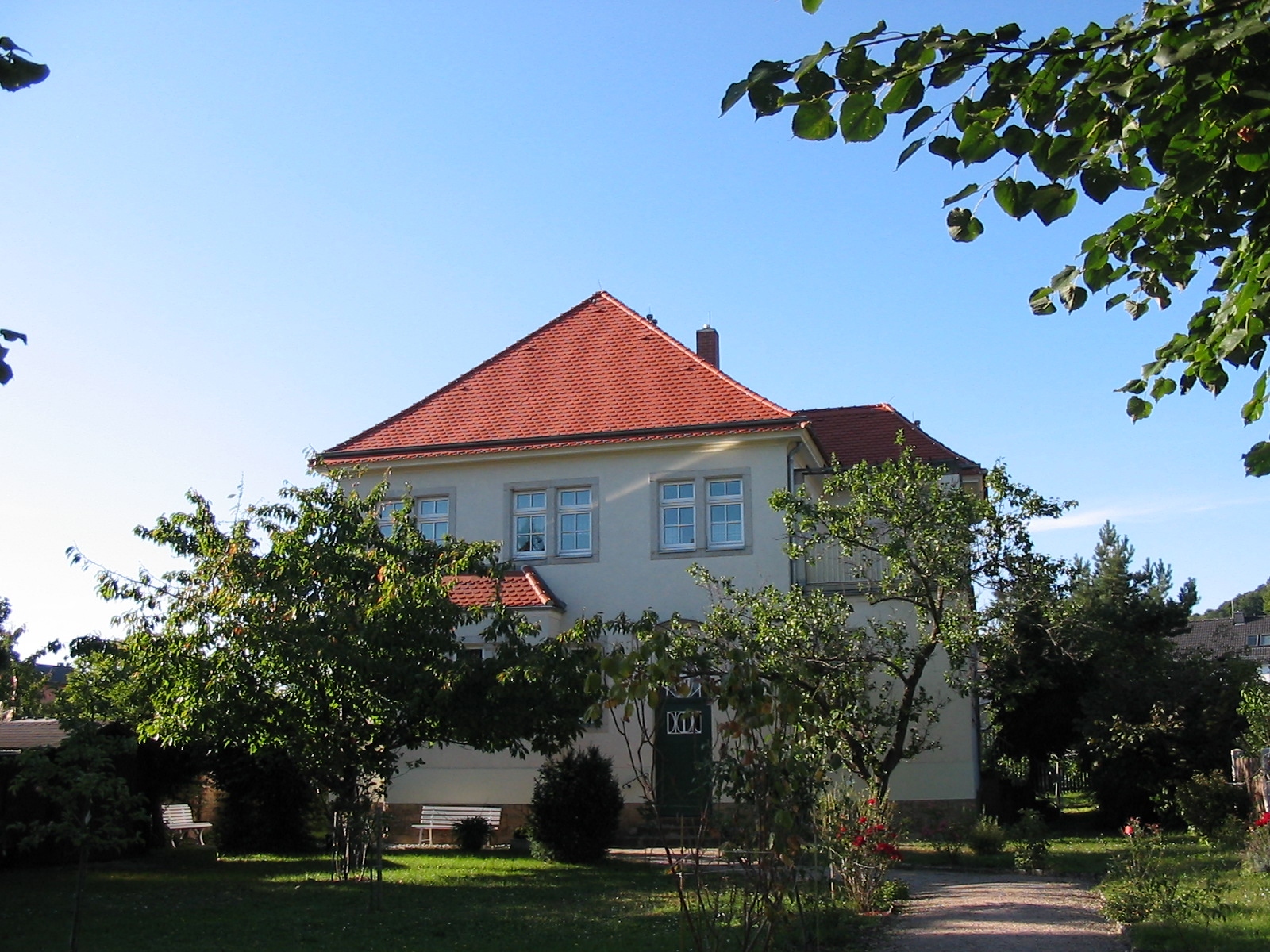
Haus Högg

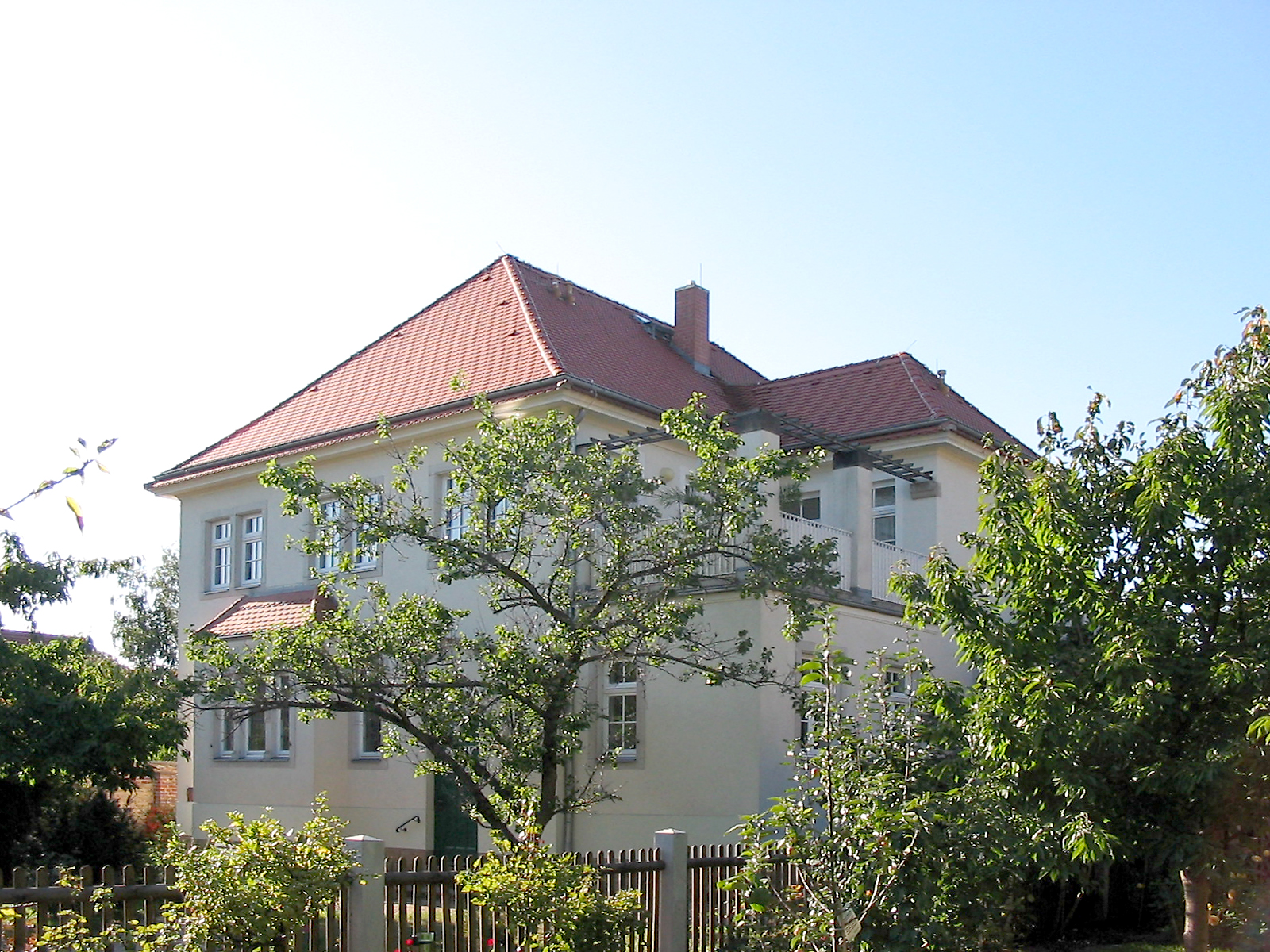
Haus Högg

## Beschreibung
Kurz nach seiner Berufung auf den Lehrstuhl für Raumkunst und Ingenieurbaukunst an der Technischen Hochschule Dresden baute sich Högg 1912 in Radebeul ein eigenes Wohnhaus. Der Bauantrag erging Anfang April, und Ende September bezog Högg sein Haus.
Das im strengen Heimatstil gebaute Landhaus hat Högg „in gewisser Anlehnung an Goethes Gartenhaus in der Ilm-Aue in Weimar“ entworfen. Es gilt als „programmatisches Gebäude in einfacher Landhaus-Architektur, baugeschichtlich und kunstgeschichtlich von Bedeutung“.
Über einem nahezu quadratischen Grundriss erhebt sich ein zweigeschossiger, ungegliederter Putzbau mit ziegelgedecktem Walmdach. In der Südseite befindet sich als Eingang eine Rundbogentür mit geschwungener Verdachung und figürlichem Schlussstein. An der rechten Seitenfassade steht ein Mittelrisalit, das Obergeschoss springt auf beiden Seiten des Risalits zurück und bildet damit zwei Altane, davon einer mit Pergola.
Der Denkmaltext zitiert aus der Bauakte:

„Die Villa besteht aus: Kellergeschoß, 2,40 m hoch vom Fussboden bis Fussboden, Erdgeschoß, 3,30 m hoch…, Obergeschoß, 3,15 m hoch … und Boden. Die Banketts für sämtliche Umfassungs-, Mittel-, Scheidemauern etc. werden auf tragbarem Baugrundfrost tiefgegründet und in Kalkbeton hergestellt. Das Mauerwerk wird von besten hartgebrannten Ziegeln in Kalkmörtel hergestellt, der Sockel mit Sandstein verblendet, die Tür- und Fensterumrahmungen sind ebenfalls aus Sandstein…. Die Decken werden massiv (Oehmischens Betonbalkendecke mit Schlackenausfülle und Cementglattstrich). Nur das Stück Decke über der Diele wird als sichtbare Holzbalkendecke ausgeführt. Das Dach wird mit … Biberschwänzen als Doppeldach eingedeckt. Alle Traufwässer des Daches werden durch Rinnen und Abfallrohre aus Zinkblech abgeleitet. Die Schauseiten werden in einfacher Land-Architektur … durchgebildet. Die Aussenfronten erhalten rauhen Putz aus hydraulischem Kalkmörtel und werden gelb abgetönt. Die Fensterläden werden aus Kiefernholz hergestellt und mit Oelfarbe gestrichen…. Die Wohnräume des Erd- und Obergeschosses erhalten Linoleumbelag auf Korkestrich. Sämtliche Nebenräume haben massiven Fussboden (in Muster verlegte Ziegelflachschicht) und die Diele im Obergeschoß Holzfussboden. Die Wände der Wohnräume werden mit Leimfarbe gestrichen. Die Wände der Küche und das Bad werden mit Kacheln verkleidet. Die Wände und Decken sämtlicher Räume werden glattgeputzt und in Leimfarbe gestrichen. Der Boden wird mit gehobelten Dielen belegt.“

## Geschichte
Der von Högg stammende Entwurf wurde von dem Architekten und Baumeister Hans Gerlach („Bureau für Architektur und Bauausführung, Dresden-Altstadt“) umgesetzt. Gerlach stellte den Bauantrag am 2. April 1912, die Baugenehmigung erfolgte am 10. Mai, die Rohbaufertigstellung wurde am 5. Juni angezeigt und der Einzug in das Haus konnte am 23. Sept. 1912 erfolgen.